# Rečica ob Savinji
Rečica ob Savinji is een gemeente in de Sloveense regio Savinjska en telt 2285 inwoners.
Bistrica ob Sotli · Braslovče · Celje · Dobje · Dobrna · Gornji Grad · Kozje · Laško · Ljubno · Luče · Mozirje · Nazarje · Podčetrtek · Polzela · Prebold · Radeče · Rečica ob Savinji · Rogaška Slatina · Rogatec · Šentjur pri Celju · Slovenske Konjice · Šmarje pri Jelšah · Šmartno ob Paki · Solčava · Šoštanj · Štore · Tabor · Velenje · Vitanje · Vojnik · Vransko · Žalec · Zreče
1. ↑  Prebivalstvo - izbrani kazalniki, naselja, Slovenija, letno. Statistični urad Republike Slovenije. Geraadpleegd op 28 april 2021.